# Кукучень
Кукучень, Кукучені (рум. Cucuceni) — село у повіті Біхор в Румунії. Входить до складу комуни Рієнь.
Село розташоване на відстані 371 км на північний захід від Бухареста, 68 км на південний схід від Ораді, 92 км на захід від Клуж-Напоки, 128 км на північний схід від Тімішоари.

## Населення
За даними перепису населення 2002 року у селі проживали 84 особи, з них 83 особи (98,8%) румунів. Рідною мовою 83 особи (98,8%) назвали румунську.